# Bułgarska Partia Socjaldemokratyczna
Bułgarska Partia Socjaldemokratyczna (bułg. Българска социалдемократическа партия, BPSD) – bułgarska partia polityczna założona 26 listopada 1989 w Sofii. Początkowo partia nosiła nazwę Bułgarska Robotnicza Partia Socjaldemokratyczna (Zjednoczeni), jednak podczas pierwszej ogólnonarodowej konferencji, przeprowadzonej 5 stycznia 1990 r., zdecydowano o przyjęciu nazwy Bułgarska Partia Socjaldemokratyczna, nawiązując w ten sposób do pierwszej w historii Bułgarii partii socjaldemokratycznej, założonej w 1891 r. przez Dimityra Błagojewa. W latach 90. XX wieku działacze BPSD współtworzyli zjednoczoną opozycję antykomunistyczną nazwaną Związkiem Sił Demokratycznych i uczestniczyli w rozmowach przy tzw. Okrągłym Stole. 
Pod koniec lat 90. BPSD rozpadła się na kilka mniejszych partii i utraciła znaczenie na bułgarskiej scenie politycznej. 
Partia jest członkiem lewicowej Koalicja na rzecz Bułgarii, ponadto jest członkiem Międzynarodówki Socjalistycznej i Partii Europejskich Socjalistów.

## Przewodniczący
- Petyr Dertliew (1989-1998)
- Jordan Nichrizow (od 1998)

## Historia

### BPSD w Wielkim Zgromadzeniu Narodowym 7. kadencji
BPSD została oficjalnie zarejestrowana 17 kwietnia 1990. Podstawowym celem partii było wprowadzenie demokracji i systemu wielopartyjnego w Bułgarii, a także przeprowadzenie reform gospodarczych, wprowadzenie osłon socjalnych dla obywateli, zagwarantowanie porządku i bezpieczeństwa w kraju targanym od 1989 przez falę strajków i protestów i zainicjowanie duchowego odrodzenia narodu w świetle nieuchronnego końca Ludowej Republiki Bułgarii. Wkrótce po uzyskaniu rejestracji BPSD włączyła się w szeroką opozycyjną koalicję partii i ugrupowań demokratycznych, która została nazwana Związkiem Sił Demokratycznych (ZSD). W pierwszych wolnych powojennych wyborach do 7. Wielkiego Zgromadzenia Narodowego ZSD zdobył 144 mandaty (na 400 miejsc), z czego 28 przypadło przedstawicielom BPSD. Wkrótce potem BPSD wystąpiła z ZSD. Przyczyną rozłamu był bunt zorganizowany przez 39 parlamentarzystów ZSD, którzy sprzeciwili się próbie przeforsowania przez byłych komunistów nowej konstytucji spowalniającej przemiany demokratyczne w kraju. Deputowani BPSD kierowani przez swego charyzmatycznego lidera, doktora Petyra Dertlijewa, odcięli się od tego protestu i poparli projekt konstytucji. Doprowadziło to do zerwania współpracy między ZSD i BPSD a także do rozłamu w samej BPSD, od której odłączyła się grupa działaczy na czele z Iwanem Kurtewem. Założona przez nich Partia Socjaldemokratyczna ponownie związała się z głównym nurtem ZSD.

### BPSD w wyborach do Zgromadzenia Narodowego 36. kadencji
Po fali strajków i protestów w kraju wyrażających dezaprobatę wobec rządów byłych komunistów 7. Wielkie Zgromadzenie Narodowe zostało przedterminowo rozwiązane na początku października 1991. Miesiąc później przeprowadzono wybory do 36. Zgromadzenia Narodowego. BPSD wystartowała w nich w koalicji o nazwie ZSD-Centrum, którą oprócz socjaldemokratów tworzyli: Klub Polityczny „Ekogłasnost”, Partia Demokratyczna-Płowdiw i grupa niezależnych działaczy. Koalicja zdobyła zaledwie 3,2% głosów i tym samym nie przekroczyła progu wyborczego wynoszącego 4%. 

### BPSD w wyborach do Zgromadzenia Narodowego 37. kadencji
W wyborach do 37. Zgromadzenia Narodowego przeprowadzonych w październiku 1994 BPSD uczestniczyła jako koalicja o nazwie Demokratyczna Alternatywa na rzecz Republiki. Również i ta koalicja nie zdołała przekroczyć progu wyborczego (uzyskała 3,79% głosów). 

### BPSD w wyborach do Zgromadzenia Narodowego 38. kadencji
W 1995 zaczął się proces ponownego zacieśniania współpracy między BPSD i ZSD. Początkiem tego procesu było udzielenie przez socjaldemokratów poparcia kandydatowi ZSD, Stefanowi Sofijanskiemu, w wyborach na burmistrza Sofii. Sofijanski zwyciężył, a funkcja zastępcy burmistrza przypadła działaczowi BPSD, Angełowi Achrianowowi. 
Efektem zbliżenia między ZSD i BPSD było utworzenie przed wyborami do 38. Zgromadzenia Narodowego koalicji o nazwie Zjednoczone Siły Demokratyczne (ODS), w której obok tych dwóch partii znalazły się także Partia Demokratyczna i Bułgarski Ludowy Związek Chłopski. ODS zajęły pierwsze miejsce w wyborach przeprowadzonych w kwietniu 1997, zdobywając 137 miejsc w 240-osobowym parlamencie. Działaczom BPSD przypadły jednak tylko dwa mandaty. 

### Rozłam w BPSD
Jesienią 1997 roku rozpoczął się proces rozpadu BPSD. Przewodniczący Petyr Dertliew wraz z grupą najbliższych współpracowników rozpoczęli rozmowy na temat zbliżenia z innymi formacjami socjaldemokratycznymi i socjalistycznymi, które nie miały własnych przedstawicieli w Zgromadzeniu Narodowym: Eurolewicą, Zjednoczonym Blokiem Pracy i in. 1 marca 1998 od BPSD oddzielił się Ruch na rzecz Socjalnego Humanizmu (bułg. Движението за социален хуманизъм) i liczebność członków partii spadła pod 10 tysięcy. W dniach 24-25 października tego samego roku grupa pozostających w BPSD działaczy zwołała nadzwyczajny kongres, na którym skrytykowała prolewicową politykę Dertlijewa i wybrała nowego przewodniczącego, którym został deputowany BPSD Jordan Nichrizow. 
W odpowiedzi działacze skupieni wokół Dertlijewa zwołali w dn. 21-22 listopada 1998 swój nadzwyczajny kongres partyjny, na którym wybrali na przewodniczącego Petyra Agnowa. Sam Dertlijew zrezygnował kandydowania o fotel przewodniczącego z powodu podeszłego wieku, jednak do śmierci pozostał honorowym przewodniczącym formacji. 
Obie frakcje: zwolenników Nichrizowa i zwolenników Agnowa uważały się za Bułgarską Partię Socjaldemokratyczną. Spór o prawo do tej nazwy musiał rozstrzygnąć sąd, który ostatecznie przyznał je formacji Nichrizowa. 
Podziały wśród socjaldemokratów znacznie osłabiły znaczenie formacji na bułgarskiej scenie politycznej. Część ugrupowań socjaldemokratycznych przyłączyła się do lewicowej Bułgarskiej Partii Socjalistycznej tworząc wraz z nią Koalicję na rzecz Bułgarii, pozostałe, jak obecna BPSD Jordana Nichrizowa, szukają swego miejsca w centrum, jednak nie cieszą się poparciem społecznym.